# Ness (Musikerin)

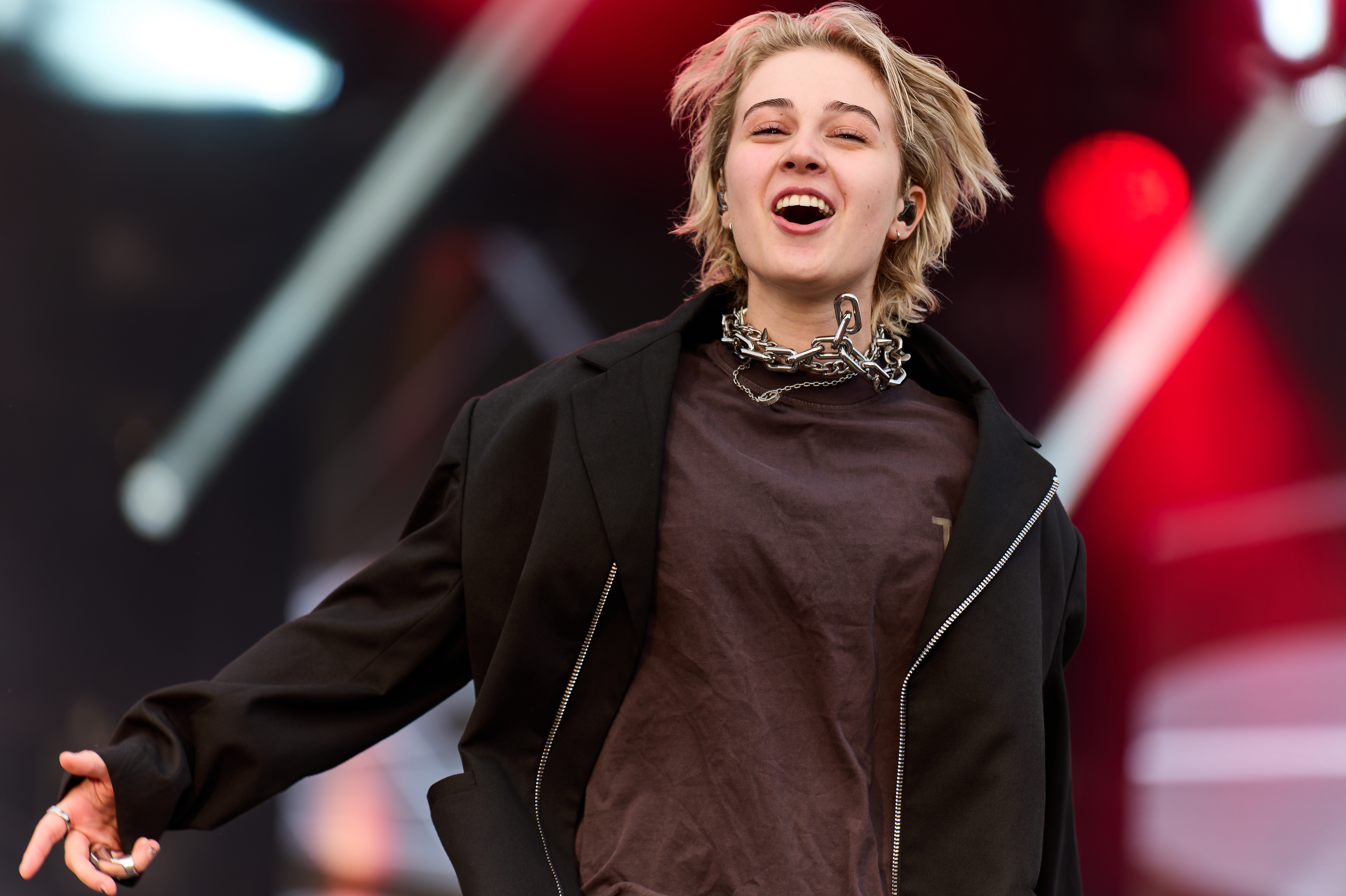
Ness, 2025

Ness (geboren am 13. Dezember 2004 als Vanessa Dulhofer; Eigenschreibweise: NESS) ist eine österreichische Singer-Songwriterin aus Traiskirchen.

## Karriere
2021 nahm Vanessa Dulhofer im Alter von 16 Jahren an der ORF-Castingshow Starmania teil, nachdem ihre Oma sie ohne ihr Wissen angemeldet hatte und erreichte den dritten Platz. Noch im selben Jahr veröffentlichte sie ihre Debütsingle Deine Richtung unter dem Künstlernamen Ness.
Im Juli 2023 erschien ein Remix des SDP Songs Ich will nur dass du weisst mit ihr als Sängerin, nachdem der DJ und Produzent IIVEN ihr bereits Jahre zuvor gepostetes Cover auf TikTok entdeckte und den Remix mit ihrer Stimme veröffentlichte. „Er weiß auch, dass ich das damals richtig uncool fand, er hätte ja zumindest dazuschreiben können, dass das meine Stimme ist. (...) Zwei Tage später kam dann die Nachricht, dass SDP das cool findet, und die würden das gerne zusammen machen.“ Die Version ging viral und verzeichnete bis Oktober 2024 über 48 Millionen Streams auf Spotify.
2023 veröffentlichte Ness auch ihre erste EP Betrunken. Im November desselben Jahres stieg sie zusammen mit HE/RO und der gemeinsamen Single Jetzt weinst du in die Top 100 der offiziellen deutschen Charts ein. Mit 1,8 Millionen monatlichen Hörerinnen und Hörern war sie in diesem Jahr auch die meistgehörte österreichische Künstlerin auf Spotify.
Ihre Singles Deine Richtung (2021), Barbie (2022) und Betrunken (2023) brachten ihr drei Jahre in Folge eine Nominierung in der Kategorie Songwriter des Jahres bei den Amadeus Austrian Music Award ein. 2024 trat sie neben weiteren Acts wie Thorsteinn Einarsson, Alice Merton und Wanda beim 41. Wiener Donauinselfest auf. Im April 2024 spielte Ness vier Konzerte im Vorprogramm von Madeline Junos Tour zu Besuch und veröffentlicht mit ihr im September desselben Jahres die gemeinsam Single In anderen Armen, die Teil von Ness’s EP Frag für ne Freundin war. Anfang Oktober kündigte Ness ihre Tour 2025 mit Terminen in Deutschland, Österreich und der Schweiz an. Im Dezember spielte sie in Wiener Neustadt beim Ö3 Weihnachtswunder.
In ihren Songs verarbeitet Ness Themen wie Probleme mit mentaler Gesundheit, gesellschaftliche Normen, Bodyimage und ihre Erfahrungen als queere Musikschaffende.

## Diskografie

### EPs
- 2023: Betrunken (Columbia Records/Paradyse Berlin)
- 2024: Frag für ne Freundin (Columbia Records/Paradyse Berlin)

### Singles
- 2021: Deine Richtung
- 2021: Isso
- 2021: Schuhe
- 2022: Du oder ich
- 2022: Barbie
- 2022: Lieber kein Problem
- 2022: Ist mir egal
- 2022: Schattenfreunde
- 2023: Tinkerbell
- 2023: Heimweg (mit RIAN)
- 2023: Ich will nur dass du weißt (Remix; mit SDP, Adel Tawil)
- 2023: Deine Liebe
- 2023: Betrunken
- 2023: Jetzt weinst du (mit HE/RO)
- 2024: Frag für ne Freundin
- 2024: Immer Da
- 2024: Lust (mit Becks)
- 2024: Garten & Ausblick
- 2024: Hass im Bauch
- 2024: Blumen an mein Grab
- 2024: In anderen Armen (feat. Madeline Juno)
- 2024: wie viel wiegt dein herz (feat. Montez)
- 2024: Evergreen
- 2025: Vergesslich
- 2025: Ozean
- 2025: Geboren um zu leben (Kontra K feat. Ness)